# Epidermis (Wirbellose)
Die Epidermis bei Wirbellosen ist die den Körper überziehende Deckschicht. Eine Epidermis besitzen nur die Gewebetiere, Schwämme haben dagegen eine plattenförmige Deckschicht, das Pinacoderm. Im Gegensatz zur Epidermis bei Wirbeltieren besteht die Epidermis bei den meisten Wirbellosen nur aus einem einschichtige Epithel, also nur aus einer Lage Zellen. Allein die Pfeilwürmer besitzen ein mehrschichtiges Epithel. Hohltiere nehmen eine Übergangsstellung ein, ihre Epidermis besteht aus Epithelzellen, meist aus Epithelmuskelzellen, und zwischen ihnen eingestreuten Sinneszellen. Das Epithel sitzt auf einer Basalmembran. Nach außen hin bildet das Epithel das Oberhäutchen (Cuticula). Die Epidermis dient als Schutzschicht und äußere Abgrenzung, aber auch zur Stoffaufnahme und -abgabe.